# Ken Wark
Kenneth „Ken“ Christopher Wark (* 3. August 1961 in Sydney) ist ein ehemaliger australischer Hockeyspieler, der mit der australischen Hockeynationalmannschaft 1992 Olympiazweiter sowie 1996 Olympiadritter war. Bei Weltmeisterschaften siegte er 1986 und war Dritter 1990 sowie 1994.

## Sportliche Karriere
Ken Wark trat in 214 Länderspielen für Australien an und erzielte 5 Tore. Ken Wark war meist der rechte Außenverteidiger, während auf der linken Seite Michael York spielte.
Sein erstes großes Turnier war die Weltmeisterschaft 1986 in London. Die Australier gewannen ihre Vorrundengruppe und bezwangen im Halbfinale die sowjetische Mannschaft. Im Finale besiegten sie die Engländer mit 2:1. Bei seiner ersten Olympiateilnahme 1988 in Seoul kam Wark in fünf Spielen zum Einsatz, darunter im Spiel um den dritten Platz, das die Australier mit 1:2 gegen die Niederländer verloren. 1990 nahm Wark an der Weltmeisterschaft in Lahore teil. Die Australier unterlagen im Halbfinale der pakistanischen Mannschaft mit 1:2. Im Spiel um den dritten Platz gewannen sie gegen die deutschen Herren mit 2:1.
Bei den Olympischen Spielen 1992 in Barcelona siegten die Australier in vier Spielen der Vorrunde und spielten gegen die Deutschen unentschieden. Nach ihrem Halbfinalsieg über die Niederländer trafen die Australier im Finale wieder auf die deutsche Mannschaft und unterlagen mit 1:2. Im Halbfinale beim 3:2-Sieg gegen die Niederländer erzielte Ken Wark das zwischenzeitliche 3:1 aus einer Strafecke. 1994 war Australien Gastgeber der Weltmeisterschaft in Sydney. Die australische Mannschaft unterlag im Halbfinale den Niederländern mit 1:3. Im Kampf um Bronze bezwangen die Australier die deutsche Mannschaft mit 5:2. Zwei Jahre später bei den Olympischen Spielen 1996 in Atlanta qualifizierten sich die Australier trotz einer Vorrundenniederlage gegen die Niederländer für das Halbfinale. Nach der Halbfinalniederlage gegen die Spanier trafen die Australier im Spiel um Bronze auf die Deutschen und gewannen mit 3:2.